# Abarema glauca
Abarema glauca là một loài cây thuộc họ Fabaceae. Nó được tìm thấy ở Cuba, Cộng hòa Dominica, Venezuela.
Chúng được tìm thấy ở bờ biển phía đông của Cộng hòa Dominica, ở Uvero Alto, phía bắc của Punta Cana.

## Tên đồng nghĩa
Các tên đồng nghĩa gồm:
- Jupunba glauca (Urb.) Britton & Rose
- Jupunba savannarum (Britton) Britton & Rose
- Pithecellobium glaucum Urb.
- Pithecellobium savannarum Britton